# Projekt 206EP
Projekt 206EP (v kódu NATO třída Mol) byla třída sovětských torpédových člunů stavěných v době studené války pro export do spřátelených zemí. Jednalo se o zjednodušenou verzi plavidel Projekt 206. Jeden z postavených člunů provozovalo sovětského námořnictva, další získala Etiopie, Somálsko, Srí Lanka a Jemen.

## Stavba
Třída byla stavěna pro export do dalších zemí.

## Konstrukce
Trup a pohonný systém byly převzaty z raketových člunů třídy Osa I. Výzbroj člunů tvořily dva 30mm dvoukanóny AK-230 a čtyři 533mm torpédomety. Čluny poháněly tři diesely M503A roztáčející trojici lodních šroubů. Nejvyšší rychlost dosahovala 36 uzlů.